# Jean-Charles Bouloc
Jean-Charles Bouloc est un artiste peintre français né le 25 novembre 1930 dans l’Aveyron et décédé le 7 mars 2014 à Punaauia en Polynésie française.
En 1970 un de ses portraits est choisi comme timbre officiel de la Poste de Polynésie française et obtient le premier prix de la Philatélie. 
En 2009 Riccardo Pineri lui consacre un beau livre, publié aux éditions Ura.